# Charles-Emmanuel Mast
Charles-Emmanuel Mast, francoski general, * 7. januar 1889, Pariz, † 30. september 1977, Clamart.